# Henry de Magneville

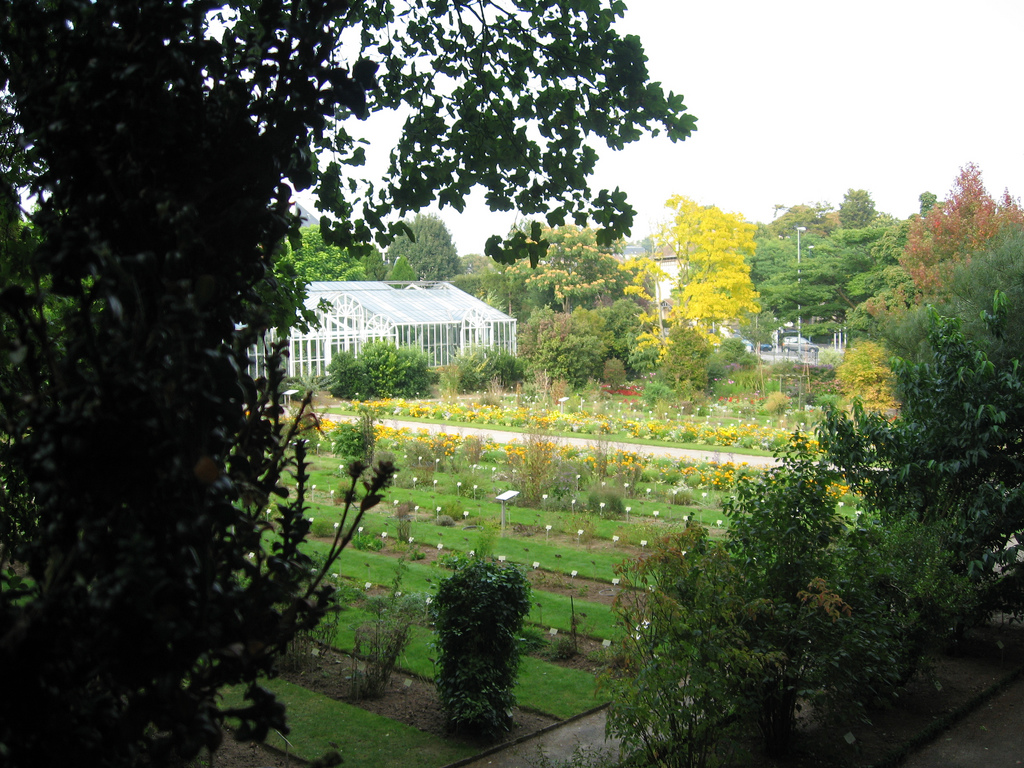
Le jardin des plantes de Caen, dirigé par Henry de Magneville.

Henry David Désiré de Magneville, né à Caen le 8 décembre 1771 et mort dans son château de Lébisey, à Hérouville-Saint-Clair le 22 juillet 1847, est un géologue français.

## Biographie
Issu d’une famille dont les ancêtres avaient accompagné Guillaume le Conquérant à la conquête de l'Angleterre et qui devinrent comtes d'Essex, Magneville s'occupa avec beaucoup de zèle d'horticulture, de botanique, de chimie et de géologie.
Il est à l'origine de la fondation, à ses frais, du muséum d'histoire naturelle de sa ville natale en 1823, ainsi que d'améliorations notables au Jardin des plantes.
Membre de la société linnéenne, de l'académie des sciences, arts et belles-lettres de Caen, de la société d'agriculture de la même ville, de la société des antiquaires de Normandie, de l'Association normande, de l'Institut des Provinces, il communiqua à ces diverses sociétés savantes un nombre considérable d’écrits sur les sciences qu’il cultivait, et fit constamment concourir sa haute position sociale, sa fortune, les ressources de son intelligence, à tout ce qui pouvait contribuer au bien-être de ses semblables[non neutre].
Il entretint de fréquentes relations avec le zoologiste et paléontologue Cuvier et il était chevalier de la Légion d'honneur.

## Distinctions
- Chevalier de la Légion d'honneur

## Publications
- Premier mémoire sur un calcaire renfermant une grande quantité de polypiers qui fait partie des terrains secondaires du département du Calvados, communiqué à l’Académie de Caen, dans sa séance du mois de déc. 1820, Société linnéenne du Calvados, 1824, p. 219-248.
- Examen géognostique des buttes qui séparent la plaine de Caen de la vallée de la Dive, Académie de Caen, 1823 et 1824, p. 86-95.
- Mémoire sur les terrains de transport qu’on trouve dans le départ, du Calvados ; sur les avantages qu’en retire l’agriculture, et sur la manière de les cultiver dans ce département, Société linnéenne de Normandie, 1826 et 1827, p. 57-76, et Académie de Caen, 1829, p. 49-73.
- Rapport fait à la Soc. d’Agriculture de Caen, sur la culture des collections de pommes de terre données par la Soc. cent. d’Agriculture, et sur différentes variétés du pays, Caen, Poisson, 1829, in-8°.
- Notice sur d’anciennes constructions découvertes à Lébisey, commune d’Hérouville, en 1835, Société des Antiquaires de Normandie, t. X, 1836, p. 318-325.

## Sources
- Édouard Frère, Manuel du bibliographe normand ; ou, Dictionnaire bibliographique et historique contenant : l'indication des ouvrages relatifs à la Normandie, depuis l'origine de l'imprimerie jusqu'à nos jours ; des notes biographiques, critiques et littéraires sur les écrivains normands, sur les auteurs de publications se rattachant à la Normandie, et sur diverses notabilités de cette province ; des recherches sur l'histoire de l'imprimerie en Normandie, Rouen, A. Le Brument, 1858-1860, p. 266
- Théodore-Éloi Lebreton, Biographie rouennaise, Le Brument, Rouen, 1865, p. 5.
- Arnaud Brignon, Les premières découvertes de crocodiliens fossiles dans la Pierre de Caen (Bathonien, Normandie) au travers des archives de Georges Cuvier, Revue de Paléobiologie 33(2):379-418.
- Arnaud Brignon, Les débuts de paléoichthyologie en Normandie et dans le Boulonnais, Fossiles, Revue française de paléontologie 21:43-62.